# Marj al-Qata
Marj al-Qata (tiếng Ả Rập: مرج القطا) là một ngôi làng ở phía bắc Syria nằm về phía tây bắc của Homs ở tỉnh Homs. Theo Cục Thống kê Trung ương Syria, Marj al-Qata có dân số 893 trong cuộc điều tra dân số năm 2004. Cư dân của nó chủ yếu là Turkmen.